# Hồ Bosten
Hồ Bosten (tiếng Trung: 博斯騰湖; bính âm: Bósīténg Hú, âm Hán Việt: Bác Tư Đằng hồ) là một hồ nước ngọt nằm cách 57 km (35 mi) về phía đông bắc Korla, Tân Cương, Trung Quốc, thuộc địa phận điạChâu tự trị dân tộc Mông Cổ Bayingholin. Hồ có diện tích khoảng 1.100 km2 (420 dặm vuông Anh) (cũng với các hồ nhỏ lân cận), đây là hồ lớn nhất tại Tân Cương và là một trong những hồ nước gọt nội địa lớn nhất tại Trung Quốc. Hồ Bosten nhận được nguồn nước từ một lưu vực rộng 56.000 km2 (22.000 dặm vuông Anh).
Tên của hồ đôi khi được gọi là Bosten, Bosten Hu, Bagrax-hu, Bagrasch-köl, Baghrasch köl, Bagratsch-kul, Bositeng hay Bositeng Hu. Tại hồ có tồn tại ngành thủy sản, các loài cá bản địa của hồ là cá bống biển và cá mè mõm cùn. Người Phương Tây đôi khi ví hồ như 'Hawaii Phương Đông của Tân Cương' vì cảnh quan tươi đẹp độc đáo của nó nằm giữa sa mạc Gobi khắc nghiệt.
Sông Khai Đô là chi lưu quan trọng nhất của hồ Bosten, chiếm khoảng 83% lượng nước chảy vào hồ. Chảy ra khỏi hồ Bosten là sông Khổng Tước (tiếng Trung: 孔雀河; bính âm: Kǒngquè Hé). Sông Khổng Tước chảy qua Thiết Môn quan (giản thể: 铁门关; phồn thể: 鐵門關; bính âm: Tiĕmén Guān) vào lòng chảo Tarim.